# Высококонтекстные и низкоконтекстные культуры
Высококонтекстные и низкоконтекстные культуры  (англ. High- and low-context cultures) — концепция, описывающая различия в способах коммуникации между культурами.  Термин был введён антропологом Эдвардом Холлом в книге Beyond Culture (1976). В высококонтекстных культурах значительная часть информации передаётся неявным образом, основываясь на общем знании, социальных нормах и невербальных сигналах. Напротив, в низкоконтекстных культурах основное значение придаётся словесной информации, и сообщения, как правило, выражаются ясно и однозначно. Таким образом, в высококонтекстной культуре эффективность коммуникации зависит от контекста и отношений между участниками, тогда как в низкоконтекстной — от точности формулировок.

## Контекст как относительная характеристика культуры
Культурный контекст носит относительный характер: ни одна культура не относится исключительно к высоко- или низкоконтекстному типу. Каждое конкретное сообщение может занимать промежуточную позицию на этом спектре. Так, франкоязычные канадцы демонстрируют более высокий уровень контекстуальности по сравнению с англоговорящими канадцами, но меньший — по сравнению с испанцами или французами. Это означает, что житель Квебека может использовать меньше слов и чаще делать паузы в разговоре, чем, например, жители Нью-Йорка, относящиеся к культуре с низким уровнем контекста. В высококонтекстных культурах важное значение имеют личные отношения, коллективизм, интуитивное восприятие и наблюдательность. Такие культуры, как правило, характеризуются высокой степенью сплочённости и устойчивыми социальными связями.
Некоторые исследователи культуры считают Японию и Финляндию примерами высококонтекстных обществ . Однако под влиянием глобализации и западных ценностей обе страны постепенно демонстрируют признаки перехода к низкоконтекстной коммуникации, в сфере делового и цифрового общения — наиболее заметно это проявляется в Финляндии. Индия, несмотря на относительную классификацию как низкоконтекстная культура, демонстрирует высококонтекстные черты в неформальном общении, которые выражаются в большей многословности, намёках и неоднозначности высказываний. Следует учитывать, что каждый человек может проявлять как высоко-, так и низкоконтекстные черты в зависимости от ситуации, однако знание преобладающих культурных моделей способствует более эффективному межкультурному взаимодействию.
Ниже приведен список высококонтекстных и низкоконтекстных культур, составленный Коуплендом и Л. Григгсом в 1986 году.
Низкоконтекстные культуры: австралийская, американская, английская, датская, израильская, канадская, немецкая, новозеландская, скандинавская, швейцарская.
Высококонтекстные культуры: арабская, армянская, афганская, африканская, бразильская, венгерская, вьетнамская, гавайская, греческая, индийская, индонезийская, ирландская, испанская, итальянская, китайская, корейская, латиноамериканская, непальская, пакистанская, персидская, португальская, русская, тайская, турецкая, филиппинская, франко-канадская, французская, южноамериканская, японская.

## Онлайн
Знаки препинания и эмодзи — важные инструменты цифрового общения. Высококонтекстные пользователи активно используют эти инструменты, чтобы улучшить свой стиль общения и внести свой вклад в эффективность и значимость цифровых взаимодействий. В высококонтекстных культурах, где коммуникация опирается на неявное понимание и культурные сигналы, использование инструментов отражает конкретные культурные нормы. Эти инструменты, которые могут интерпретироваться по-разному в разных культурах, подчеркивают необходимость ясности в межкультурном цифровом взаимодействии.
Такие маркеры могут выражать эмоции. Добавление восклицательного знака в предложение («Спасибо!») может подчеркнуть чувство благодарности. Аналогично, использование смайлика или эмотикона, например «Спасибо :)», может придать сообщению дружелюбный и веселый тон.
Пунктуация может уточнить смысл. Например, «Приходи» и «Приходи!» могут нести разные смысловые оттенки. Использование восклицательного знака часто указывает на эмоциональный акцент или позитивность говорящего.